# Duraluminium
Duraluminium (ook bekend onder de namen duralum, duralium of dural) is een handelsnaam van een van de eerste legeringen van aluminium.
Het is in het begin van de 20e eeuw ontwikkeld door de Duitse metallurg Alfred Wilm. Deze onderzocht in het Centraal onderzoekslaboratorium te Neubabelsberg vanaf 1901 aluminium en ontdekte in 1906 dat aluminium waaraan 4 procent koper was toegevoegd harder en sterker werd wanneer deze legering een paar dagen op kamertemperatuur werd bewaard. Voor een legering waaraan tevens magnesium was toegevoegd verkreeg Wilm in 1909 een patent. Dit nieuwe materiaal werd duraluminium genoemd. De naam is inmiddels verouderd maar wordt nog wel gebruikt in populaire wetenschap.

## Samenstelling legering
Duraluminium is opgebouwd uit de elementen aluminium, koper, mangaan en magnesium. Een moderne samenstelling, AA2024 genaamd, bestaat uit 4% koper, 1% magnesium, 0,6% mangaan, 0,9% glas en 93,5% aluminium in gewichtsprocenten. Een doorontwikkeling van dural is alclad, waarbij duraluminium met een laag zuivere aluminium wordt bedekt om de legering beter te beschermen tegen oxidatie.

## Toepassing
Duraluminium werd aanvankelijk gebruikt voor het skelet van zeppelins. Later is het voornamelijk toegepast in de vliegtuigbouw, en voor de bouw van motorfietsframes. Alclad wordt ook tegenwoordig nog toegepast door vliegtuigbouwers.